# История жилищного строительства в Казахстане

## Доиндустриальный период
Простейшие виды жилищ на территории Казахстана в эпоху первобытно-общинного строя создавались вначале в виде шалашей, затем в виде небольших и круглых по форме полуземлянок, стены которых затем крепились вкопанными в землю костями животных. Кроме того, строились жилища из костей мамонтов.
Поселения эпохи бронзы располагались чаще всего у воды — в поймах рек или у озёр и состояли из 6—10, реже двух десятков жилищ, выстроенных в один или два ряда вдоль берега. Жилища этого времени представляют собой преимущественно полуземлянки либо подземные сооружения. Наземные жилища из брёвен, образующих примитивные срубы, возводились лишь при наличии достаточного количества леса.
Полуземлянки строились прямоугольными, овальными или восьмёркообразными с коридорными выходами. Вдоль стен вертикально вкапывались деревянные столбы, которые обшивались толстыми плашками, а затем обмазывались глиной. Основания столбов подсыпались золой и обкладывались дёрном. Однако в районах Центрального и Западного Казахстана ввиду отсутствия леса при строительстве приходилось применять камень.
Жилища уже в ту пору планировались с разделением назначения отдельных участков. В частности, для общественных сборов и отправления культовых обрядов служили отдельные помещения. В некоторых помещениях даже обустраивались колодцы со стенками, укреплёнными плетнём из саксаула.
В эпоху раннего железа (1-е тысячелетие до н. э.) наряду с овцеводством и коневодством ширилось разведение крупного рогатого скота, что повлекло за собой необходимость полустойлового содержания скота. Длительное пребывание на зимовьях требовало сооружения тёплых постоянных жилищ из дерева, камня и камыша. Характерные примеры зодчества данного периода — раскопанные в Бесшатырском могильнике на реке Или большие бревенчатые срубы и юртообразные сооружения. Позже, с переходом казахов к кочевому и полукочевому образу жизни, была создана юрта — тип переносного сборно-разборного жилища, сохранившийся до наших дней. В это же время появились прототипы современных «домов на колёсах» — войлочные передвижные жилища на 4- и 6-колёсных телегах.
Казахская юрта состоит из кереге — решетчатого деревянного каркаса из длинных жердей, который покрывается войлоком. Купол юрты составляет уык — изогнутые жерди, покрывающие верхнюю сферическую часть юрты. В центре купола находится шанырак — решётка, служащая для прохождения дыма от очага, вентиляции и частичного освещения внутренней части юрты. Площадь юрты обычно составляет от 6—7 до 30—49 м². Близкость формы к сферической обеспечивает максимальную теплоёмкость жилища за счёт минимизации периметра и площади внешней поверхности стен. Простота и доступность изготовления, лёгкость и быстрота монтажа, использование естественных материалов и высокая транспортабельность превратили юрту в идеальное жилище кочевника, использующееся и по сей день.
В южных, восточных и северных районах Казахстана в эпоху античности и Средневековья развивалось строительство стационарных жилищ: на юге — из саманного кирпича-сырца, на севере и востоке — из брёвен. Крыши возводились плоскими, реже двускатными. Внутренние помещения иногда делились на женскую и мужскую половины. Характерным элементом архитектуры в южных районах Казахстана являлась крытая терраса (айван).

## Период индустриализации и современность
После присоединения к России в Казахстане с развитием оседлой формы земледелия распространяются новые формы строительства: русские избы и украинские мазанки. Интенсифицируется градостроение с преобладанием типичной русской застройки. Казахские национальные традиции наиболее ярко выражались в т. н. «купеческом стиле» жилых домов с роскошной планировкой и максимальным комфортом, где проживали владельцы фабрик, заводов и шахт. С развитием промышленности в конце XIX — начале XX вв. в Казахстане появляется новая форма домостроения — рабочие бараки.
После Октябрьской революции в результате национализации домов русской и казахской элиты было проведено массовое переселение рабочих в благоустроенные дома. Однако ключевой чертой жилищного строительства в советском Казахстане, как и во всём СССР, стало плановое массовое строительство многоквартирных домов. Советское жилищное строительство началось с одно- и двухэтажных благоустроенных жилых домов из местных строительных материалов. Следующий этап строительства был связан с проведением линии Турксиб, обеспечивающей связь Алма-Аты с центральными регионами республики. Тем не менее, в горных аулах сохранялись решетчатые юрты с войлочным покрытием, используемые как временные жилища при летних пастбищах.
Очередная волна массового жилищного строительства состоялась в годы Великой Отечественной войны и была связана с эвакуацией в СССР. В послевоенный период в СССР была налажена работа по улучшению жилищных условий и были заложены основы типового проектирования. Казахстан не остался в стороне от строительства многокомнатных квартир. Однако вследствие большой потребности в жилье, квартиры зачастую заселялись несколькими семьями.
К началу 1960-х в Казахстане были разработаны и внедрены проекты крупнопанельных жилых домов для районов с повышенной сейсмичностью. В 1960—1970-х была создана мощная база национальной строительной индустрии и осуществлён переход к полносборному домостроению. Возникшая на основе крупнопанельного домостроения национальная архитектура, вначале довольно однообразная, в процессе дальнейшего усовершенствоания конструкций, освоения новых материалов для облицовки панелей и применения рисунков по мотивам фольклора, выполненных в красках и в керамическом оформлении, улучшила облик домов и сделала их более выразительными. В разрабатываемых проектах применялись современные методы зонирования и организации расселения, обеспечивавшие максимум удобства для проживания людей. В 1970-е в Казахстане началось возведение домов повышенной этажности (от 9 до 12 этажей). Был создан проект 9-этажного жилого дома из монолитного железобетона, в рамках которого возведение стен предусматривалось ускоренным методом скользящей опалубки. В этот период были созданы типовые проекты, предопределявшие качественно новый подход к типовому проектированию и получившие широкое распространение в городах Казахстана.
Распад СССР повлёк за собой резкий спад жилищного строительства в 1990-е. Однако с 2005 года в Казахстане началось осуществление национальной программы жилищного строительства, призванной стать, по словам первого президента РК Нурсултана Назарбаева, «новым локомотивом экономики республики». Уже в этом же году в рамках программы только за счёт выделенных из бюджета средств планировалось построить 1600 квартир для социально защищаемых групп населения и 700 недорогих и доступных для населения квартир по ипотечной программе кредитования. В целом по всем источникам финансирования в период осуществления программы жилищного кредитования в 2005—2007 годах предполагается построить 12 млн м² жилья, или 195 тыс. квартир, осуществив тем самым рост строительства в 2 раза.